# Українсько-еміратські відносини
Українсько-еміратські відносини — це двосторонні відносини між Україною та Об'єднаними Арабськими Еміратами у галузі міжнародної політики, зокрема, економіки, освіти, науки, культури тощо.
ОАЕ визнав незалежність України 2 січня 1992 року, дипломатичні відносини встановлено 15 жовтня 1992 року.
У березні 1993 року в Абу-Дабі Україна відкрила Посольство України в ОАЕ, у серпні 2001 року — Генеральне консульство України в Дубаї.
Посольство ОАЕ в Україні було відкрите 11 березня 2013 року у Києві.

## Політичні контакти

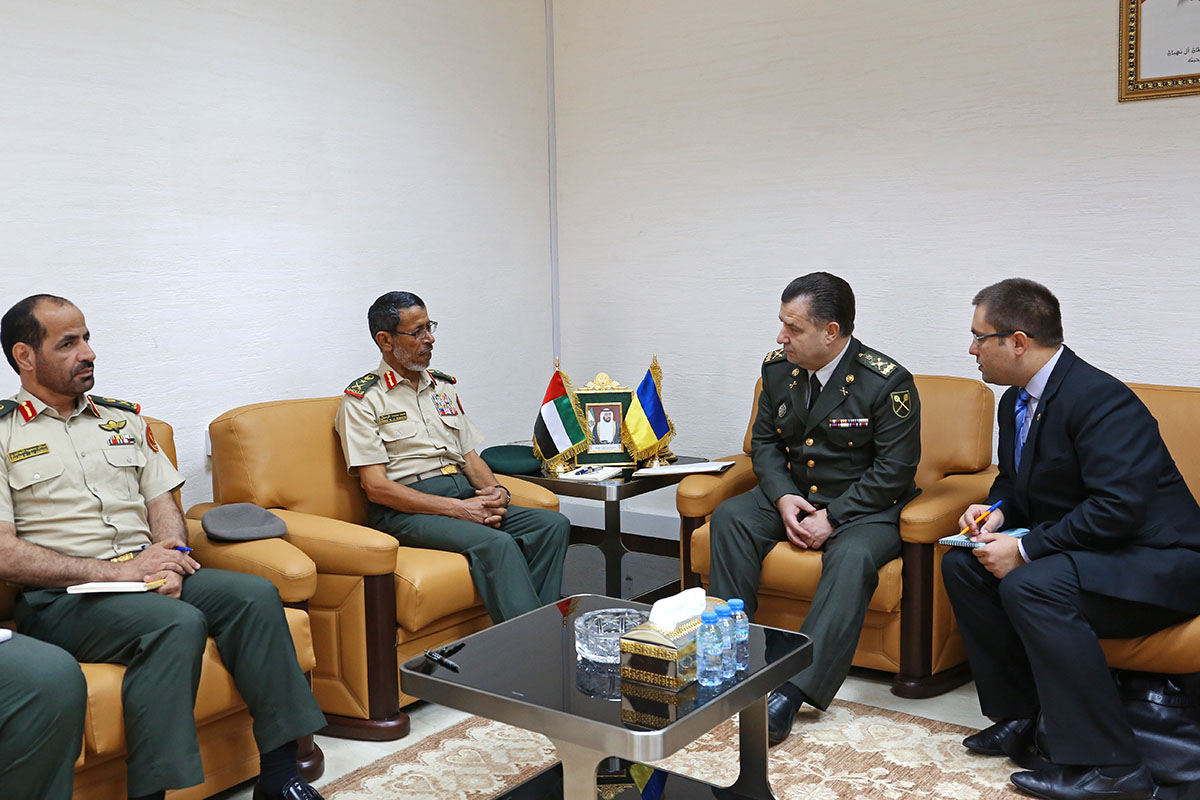
Зустріч міністра оборони України Степана Полторака з начальником Генерального штабу Збройних сил Об’єднаних Арабських Еміратів Тані аль-Румейсі, 2016

Квітень 1993 р. — перший візит урядової делегації від України на чолі з Прем'єр-міністром України Л. Д. Кучмою до ОАЕ.
Січень 2003 р. — офіційний візит Президента України Л. Д. Кучми до ОАЕ.
Червень 2004 р. — офіційний візит до України Міністра охорони здоров'я ОАЕ Х. Аль-Мідфи.
16-17 листопада 2009 р. — офіційний візит Президента України В. А. Ющенка до ОАЕ.
20-21 грудня 2009 р. — офіційний візит Міністра закордонних справ України П. О. Порошенка до ОАЕ.
2010 р. — візит шейха Х. З. Аль Нагаяна до України. Відбулися зустрічі шейха з Президентом України, Прем'єр-міністром України, Міністром закордонних справ України, Міністром палива та енергетики України.
18-19 травня 2011 р. — перший офіційний візит в Україну Міністра закордонних справ ОАЕ Абдуллою бін Заїдом Аль Нагаяном.
7-8 жовтня 2012 р. — офіційний візит Міністра закордонних справ України К. І. Гриенка в ОАЕ
25-27 листопада 2012 р. — офіційний візит Президента В. Ф. Януковича України до ОАЕ
23 вересня 2013 р. — Міністр закордонних справ України Л. О. Кожара провів зустріч з Міністром закордонних справ Об'єднаних Арабських Еміратів Абдуллою бін Заїдом Аль Нагаяном у Нью-Йорку .
24 вересня 2014 року — Міністр закордонних справ України П. А. Клімкін провів зустріч з Міністром закордонних справ ОАЕ Абдуллою бін Заїдом Аль Нагаяном в рамках участі у роботі 69-ї сесії Генеральної Асамблеї ООН.
23-24 лютого 2015 року — офіційний візит Президента України П. О. Порошенка до ОАЕ
1-2 листопада 2017 року — візит Президента України П. О. Порошенка до ОАЕ.

## Торговельно-економічне співробітництво
Загальний обсяг торгівлі товарами та послугами між Україною та ОАЕ за 2018 рік склав майже 960 млн дол. США. З них експорт українських товарів до ОАЕ у 2018 році склав 486,1 млн дол. США, а імпорт 79,2 млн дол. США . Основними продуктом експорту є чорні метали, жири та олії, насіння і плоди олійних рослин. Основними продуктом імпорту в Україну є пластмаса та полімерні матеріали. Позитивне сальдо для України становить 406,9 млн дол. США.
Обсяг експорту послуг з України до ОАЕ у 2018 році становив 255 млн дол. США з яких 218 млн дол. США це транспортні послуги. Україна імпортувала впродовж 2018 року з ОАЕ послуг на суму 139,3 млн дол. США.

## Діаспора

### Українці у ОАЕ
Докладніше: Українці у ОАЕ
За офіційними даними станом на 1 січня 2017 року тимчасовий дозвіл на проживання в Еміратах мали 11 145 громадян України. Це загалом представники першої і другої хвилі міграції, а за останні роки кількість громади збільшується завдяки трудовим мігрантам. У ОАЕ знаходиться осередки проживання українців в Дубаях і Абу-Дабі.